# Set psicòpates
Set psicòpates (títol original en anglès Seven Psychopaths) és una pel·lícula de comèdia dramàtica satírica dirigida, escrita i coproduïda per Martin McDonagh i protagonitzat per Colin Farrell, Sam Rockwell, Woody Harrelson i Christopher Walken, amb Tom Waits, Abbie Cornish, Olga Kurylenko i Željko Ivanek en papers secundaris. La pel·lícula suposa la segona col·laboració entre McDonagh, Farrell i Ivanek, després de Amagats a Bruges (2008) del director. És una coproducció dels Estats Units i el Regne Unit. Ha estat doblada al català.
Set psicòpates es va estrenar el 7 de setembre de 2012 al Festival Internacional de Cinema de Toronto,i es va estrenar als cinemes als Estats Units i al Canadà el 12 d'octubre de 2012 i al Regne Unit el 5 de desembre de 2012. The film received positive reviews from critics.

## Argument
Marty és un escriptor alcohòlic de Los Angeles que es va quedar atrapat en el seu nou guió, Set psicòpates; té el títol, però no els personatges. El seu millor amic Billy és un actor en dificultats que es guanya la vida segrestant gossos i recollint recompenses pel seu retorn segur. Hans, el company de crim de Billy, és un home religiós la dona del qual Myra té càncer. Billy vol treballar amb Marty com a duet de guionistes, però li fa massa vergonya preguntar-li directament a Marty.
Billy ensenya a Marty una història de diari sobre "L’assassí de la sota de diaments", que deixa Jugar a les cartes a les seves víctimes de la màfia, i Marty accepta utilitzar-lo com un dels set psicòpates. Billy també li explica a Marty una història que va escoltar d'un amic sobre "The Quaker", que va perseguir l'assassí de la seva filla durant dècades per portar-lo al suïcidi, però Marty està tan borratxo que creu que va ser una idea seva, deixant a Billy frustrat. Billy posa un anunci al diari convidant els psicòpates a compartir les seves històries amb Marty, i Zachariah Rigby els parla de ser la meitat d'un duo d'assassins en sèrie (amb Maggie, la seva ara ex-amant) que va matar altres assassins en sèrie: els assassins de mitjanit de Texarkana, l'assassí dels torsos de Cleveland i Zodíac. Zachariah demana a Marty que inclogui el seu número de telèfon als crèdits amb l'esperança que Maggie vegi la pel·lícula i el torni a buscar, i Marty accepta. També s'aconsegueix un quart psicòpata: un antic lluitador del Viet Cong que viatja als EUA, vestit de sacerdot, per venjar-se dels soldats responsables de matar la seva família en la massacre de Mỹ Lai.
Billy està dormint amb Angela, la xicota del gàngster Charlie Costello, i ell i Hans roben a Bonny, l'estimat gos Shih Tzu de Charlie. Els homes de Charlie, encapçalats per Paulo, segueixen a Hans fins al seu amagatall i amenacen de matar-lo a ell i a Marty, però l’assassí de la sota de diamants arriba, mata els homes de Paulo i després marxa. Hans i Marty fugen, però Charlie troba la Myra a l'hospital i la mata quan ella es nega a renunciar a Hans. Quan Billy s'assabenta de la mort de la Myra per part de Hans, dispara a l'Angela com a represàlia. Charlie i Paulo irrompen a la casa d'en Billy per descobrir desenes de paquets de cartes i s'adonen que en Billy és l'assassí de l'assassí de la sota de diamants.
Marty, Billy i Hans s'amaguen al desert amb Bonny. Després que Marty torni a explicar "la seva" història quàquera durant el sopar, en Hans revela que ell és el quàquer de la vida real de qui Billy va escoltar originalment la història. Hans està impressionat amb l'esborrany del guió de Marty, especialment el fals sacerdot del Viet Cong, però Marty —desil·lusionat per la violència— admet que preferiria deixar-lo sense acabar. Passen el temps discutint com acabar la pel·lícula, amb Billy suggerint un tiroteig on l’assassí de la sota de diamants mor com un heroi tràgic.
Mentre compren subministraments, en Marty i en Hans veuen un titular que anomena Billy com l’assassí de la sota de diamants. Trasbalsat, Marty s'emborratxa, mentre que Billy i Hans prenen peiot. Quan s'enfronten, Billy diu que només volia inspirar en Marty, però Marty rebutja Billy; han de tornar Bonny i afrontar-ne les conseqüències i acabar el cicle de la violència. Billy, decidit a forçar el seu dramàtic final del tiroteig, incendia el seu cotxe i truca a Charlie perquè els reveli la seva ubicació. No obstant això, durant la discussió, Hans té una visió de Myra en un "lloc gris", cosa que el porta a dubtar de la seva creença en el més enllà. Ignora les garanties de Marty i Billy que es tractava d'una al·lucinació induïda pel peiot i vaga pel desert.
Charlie arriba sol, armat només amb una pistola de bengales. Billy li dispara, sentint-se enganyat, i Marty, decidit a evitar una altra mort, condueix en Charlie a l'hospital més proper. Mentrestant, en Hans ensopega amb els homes de Charlie, liderats per Paulo, en una parada de camions propera, però apareix una patrulla de creuer i no poden agafar-lo immediatament. Aleshores, Billy s'adona del propòsit de la pistola de bengales i la dispara a l'aire. Paulo i els seus homes es preparen per conduir cap al senyal, però en Hans fingeix treure una arma, provocant que Paulo li dispari davant la policia i instigui una persecució.
Els homes de Paulo intercepten Marty amb Charlie, que torna per enfrontar-se a Billy per a un enfrontament. Charlie dispara a Billy quan arriba la policia. Els gàngsters són arrestats, però Bonny es queda al costat del moribund Billy. Marty troba el cos de Hans i una gravadora amb un suggeriment sobre com acabar amb esperança la història del lluitador del Viet Cong: la seva venjança es revela com el somni agonitzant del primer monjo budista que s'immola en protesta pacífica per la guerra del Vietnam.
Marty adopta Bonny i acaba el guió. Després de l'estrena de Set psicòpates, Zachariah truca i amenaça en Marty per no incloure el missatge a Maggie als crèdits tal com va prometre. En sentir l'acceptació resignada de Marty del seu destí, Zachariah s'adona que l'experiència d'escriure la pel·lícula l'ha deixat un home canviat i decideix perdonar-lo.

## Repartiment
- Colin Farrell com a Marty Faranan
- Sam Rockwell com a Billy Bickle
- Woody Harrelson com a Charlie Costello
- Christopher Walken com a Hans Kieslowski / The Quaker
  - Harry Dean Stanton com The Imagined Quaker
- Tom Waits com a Zachariah Rigby
  - Brendan Sexton III com el jove Zachariah Rigby
- Abbie Cornish com a Kaya
- Olga Kurylenko com Angela
- Željko Ivanek com a Paulo
- Linda Bright Clay com Myra Kieslowski
- Amanda Warren com a Maggie Rigby
- Long Nguyen com el sacerdot vietnamita / Thích Quảng Đức
- James Hébert com a Killer
- Christine Marzano com a The Hooker
- Kevin Corrigan com a Dennis
- Gabourey Sidibe com a Sharice
- Michael Pitt com a Larry
- Michael Stuhlbarg com a Tommy
- Helena Mattsson com a dama rossa

## Producció
Els primers anuncis de càsting es van fer el 12 de maig de 2011. Mickey Rourke va deixar The Expendables 2 per protagonitzar la pel·lícula. Més tard va abandonar Set psicòpates després de desacords amb McDonagh, anomenant-lo "imbecil". Va ser substituït per Woody Harrelson. Sobre l'incident, McDonagh va dir: "Estic bé amb això. Mickey és un gran actor […] Conec a Woody [Harrelson] durant anys i anys, i també va ser una opció perfecta per a això. Té aquells grans dramàtics. elements que ha mostrat a Rampart recentment, i sempre ha estat un còmic fantàstic. Necessites això: algú que pugui ser totalment divertit, però també un xic sinistre."
La pel·lícula es va rodar a Los Angeles i Joshua Tree National Park, Twentynine Palms, Califòrnia. El rodatge es va completar a finals de 2011.

### Música
La banda sonora de la pel·lícula va ser composta per Carter Burwell,que anteriorment va compondre la partitura d'Amagats a Bruges de McDonagh. Lakeshore Records va llançar la banda sonora digitalment el 23 d'octubre de 2012, amb una data de llançament física el 20 de novembre de 2012.

## Recepció

### Taquilla
Set psicòpates es va estrenar a Amèrica del Nord el 12 d'octubre de 2012 i es va estrenar a 1.480 sales dels Estats Units. Va recaptar 1.360.000 dòlars el dia de l'estrena i 4.275.000 dòlars el cap de setmana d'obertura, ocupant el lloc número 9 amb una mitjana per sala de 2.889 dòlars. Durant el seu segon cap de setmana, va baixar al número 11 i va recaptar 3.273.480 dòlars, amb una mitjana per sala de 2.212 dòlars. El tercer cap de setmana, va baixar al número 15 i va guanyar 1.498.350 $, amb una mitjana per sala de 1.494 $. Va ser llançada el 5 de desembre de 2012 al Regne Unit.

### Resposta crítica
Set psicòpates va rebre crítiques positives de la crítica. L'agregador de ressenyes Rotten Tomatoes dóna a la pel·lícula una puntuació del 83%, basada en 219 crítiques, amb una valoració mitjana de 7,1/10. El consens crític del lloc diu: "Set psicòpates ofereix comentaris cinematogràfics astuts alhora que ofereix una gran quantitat de diàlegs aguts i violència alegre." A Metacritic, que assigna una valoració mitjana ponderada de 100 a les crítiques dels principals crítics, la pel·lícula té una puntuació de 66 sobre 100, basada en 43 crítics, que indica "crítiques generalment favorables". Els públics enquestats per CinemaScore  va donar a la pel·lícula una nota mitjana de "B+" en una escala d'A+ a F.
Eric Kohn d’IndieWire va donar a la pel·lícula una crítica positiva i una nota "A−", elogiant l'escriptura de McDonagh i afirmant que "arriba a un to únic entre la sàtira fosca i sagnant i els conflictes interpersonals que fa que la seva millor obra juga com una combinació de Quentin Tarantino i Aaron Sorkin". Sobre la pel·lícula en si, va escriure: "Una peça de personatge menys controlada i descarada que Amagats a Bruges, la nova pel·lícula de McDonagh es beneficia enormement d'una gran quantitat de línies que juguen amb els tòpics de les pel·lícules criminals en el context improbable de les obsessions de l'escriptor." Claudia Puig d’USA Today també va donar una crítica positiva a la pel·lícula, i va escriure que "els homes de les pel·lícules sovint són nois massa grans i Set psicòpates vol demostrar-ho, de la manera més retorçada i divertida possible."
Roger Ebert del Chicago Sun-Times va donar a la pel·lícula tres estrelles i mitja de quatre. Va elogiar les actuacions dels principals membres del repartiment i l'escriptura de McDonagh, afirmant que "Walken de vegades s'inclina cap a l'autoparòdia, però aquí la seva actuació té una estranyesa delicada i continguda. Tots els actors són bons, i Farrell permet sàviament que les actuacions més vistoses rodin al seu voltant. Com qualsevol guionista, com Tarantino, per exemple, que possiblement és la inspiració de McDonagh aquí, guia aquesta gent i es queda enrere amb sorpresa". Sobre la pel·lícula, va afegir: "Aquesta és una pel·lícula deliciosament tonta i conscient que sap que és una pel·lícula."
Lisa Schwarzbaum d’Entertainment Weekly va donar a la pel·lícula una qualificació de "B+", afirmant: "Una comèdia psico-assassina energèticament dement ambientada al faux-noir L.A., Set psicòpates roda juntament amb el ritme narratiu únic i els estils lingüístics de l'escriptor i director angloirlandès Martin McDonagh (Amagats a Bruges), canalitzant Quentin Tarantino." David Rooney de The Hollywood Reporter va elogiar les actuacions dels principals membres del repartiment, afirmant: "Com a Marty, en fallida creativa, Farrell es troba aquí en un mode suau, la seva actuació definida en gran manera per l'expressivitat interminable de les seves celles. Serveix d'un excel·lent paper per a Rockwell, les lectures del qual ballen contínuament entre el coneixement i la idiotesa, i Walken, que s'aventura tan lluny com pot mantenir la consciència. I Harrelson es diverteix contrastant la seva devoció per Bonny amb el seu menyspreu per la humanitat." Va escriure sobre la pel·lícula que "si bé està molt per darrere de la corba de Pulp Fiction, Set psicòpates pot ser terroríficament entretinguda."
Catherine Shoard de The Guardian va donar a la pel·lícula quatre estrelles de cinc, i va escriure: "Hi ha escenes de brillantor total, Walken és millor del que ha estat en anys, bucles argumentals bonics i notes de gràcia". Peter Travers de Rolling Stone va donar a la pel·lícula tres estrelles de quatre, afirmant: "La sang esquitxa, els caps exploten i McDonagh fa trets descarats i burladors de la mateixa noció de ser literari a Hollywood. És una diversió criminalment boja." Ty Burr de Boston Globe també va donar a la pel·lícula tres estrelles de quatre, afirmant que la pel·lícula és "absurdament entretingut fins i tot després de desaparèixer als seus propis quarters posteriors en l'últim acte, i dóna a alguns dels nostres actors més estranys molt espai per jugar." Michael Phillips de Chicago Tribune va donar a la pel·lícula tres estrelles de quatre, i va escriure que "el resultat és un somni despert intel·ligent i violent. Però l'habilitat de McDonagh darrere de la càmera ha crescut considerablement des de Amagats a Bruges. I de la manera com escriu, és capaç d'atreure els actors ideals al seu jardí de psicopatologia."
Dana Stevens de la revista Slate va donar a la pel·lícula una crítica positiva, afirmant: "És alhora una pel·lícula de gàngsters, una comèdia de companys i una exploració de metaficció dels límits d'ambdós gèneres, i si això sembla impossible d'aconseguir, bé, McDonagh no ho fa, però el pur elogi malaltís de Set psicòpates ho porta molt lluny." Richard Corliss de la revista Time també va donar una crítica positiva a la pel·lícula, i va escriure que "de petita estatura però constantment entretinguda, Set psicòpates és una vacança de conseqüència per al guanyador del Tony i l'Oscar, i una data d'interpretació no supervisada per al seu repartiment d'estrelles soltes."
James Berardinelli de ReelViews va donar a la pel·lícula dues estrelles i mitja sobre quatre, afirmant: "En conjunt, es podria argumentar que Set psicòpates garanteix un millor qualificació que un **1/2 mediocre, però el regust és tan amarg que disminueix la dolçor que va començar el menjar." Kevin Jagernauth de The Playlist també va donar a la pel·lícula una crítica mixta, afirmant que "una mica espàstic i massa cuit, Seven psicòpates podria tenir uns quants massa." Peter Debruge de la revista Variety també va donar a la pel·lícula una crítica mixta, i va escriure que "el to general de la pel·lícula és tan de dibuix, és fàcil imaginar-se algú fent una sèrie d'animació macabra del mateix nom..." i això "en comparació amb el millor treball de McDonagh per a l'escenari (The Lieutenant of Inishmore) i la pantalla (Amagats a Bruges), Set psicòpates sembla un guió més antic que toca el fons d'un calaix o un de nou tossit precipitadament entre projectes més ambiciosos."

### Premis i nominaxions
| Date                     | Grup                                        | Categoria                                              | Receptors                                        | Resultat  |
| ------------------------ | ------------------------------------------- | ------------------------------------------------------ | ------------------------------------------------ | --------- |
| 6–16 de setembre de 2012 | Festival Internacional de Cinema de Toronto | Premi del Públic – Midnight Madness                    | Martin McDonagh                                  | Guanyador |
| 10–21 d’octubre de 2012  | Festival de Cinema de Londres               | Millor pel·lícula                                      | Martin McDonagh                                  | Nominat   |
| 9 de desembre de 2012    | Boston Society of Film Critics              | Millor repartiment                                     |                                                  | Guanyador |
| 11 de desembre 2012      | Societat de Crítics de Cinema de San Diego  | Millor interpretació d'un conjunt                      |                                                  | Nominat   |
| 11 de desembre 2012      | Societat de Crítics de Cinema de San Diego  | Millor actor secundari                                 | Nominat                                          |           |
| 10 de febrer de 2013     | 66ns Premis BAFTA                           | Millor pel·lícula britànica                            | Martin McDonagh, Graham Broadbent i Pete Czernin | Nominat   |
| 9 de febrer de 2013      | Irish Film & Television Awards              | Millor actor en un paper principal en un llargmetratge | Colin Farrell                                    | Nominat   |
| 9 de febrer de 2013      | Irish Film & Television Awards              | Millor director – pel·lícula                           | Martin McDonagh                                  | Nominat   |
| 9 de febrer de 2013      | Irish Film & Television Awards              | Millor guió – Pel·lícula                               | Martin McDonagh                                  | Nominat   |
| 23 de febrer de 2013     | Premis Independent Spirit                   | Millor guió                                            | Martin McDonagh                                  | Nominat   |
| 23 de febrer de 2013     | Premis Independent Spirit                   | Millor actor secundari                                 | Sam Rockwell                                     | Nominat   |
| 26 de juny de 2013       | Premis Saturn                               | Millor pel·lícula de terror                            |                                                  | Nominat   |
| 26 de juny de 2013       | Premis Saturn                               | Millor guió                                            | Martin McDonagh                                  | Nominat   |